# 大叶木姜子
大叶木姜子（学名：Litsea chunii var. latifolia）为樟科木姜子属下的一个变种。